# Ministère Joseph de Villèle
Restauration
Ministère Richelieu II Ministère Martignac
Le ministère Joseph de Villèle dure du 14 décembre 1821 au 4 janvier 1828, sous les règnes de Louis XVIII de France puis (à partir du 16 septembre 1824) de Charles X de France.
Le ministère est composé d'ultraroyalistes

## Composition

### Présidence du Conseil
| Fonction                           | Image               | Nom                                                                         |
| ---------------------------------- | ------------------- | --------------------------------------------------------------------------- |
| Président du Conseil des ministres | Le comte de Villèle | Joseph, comte de Villèle (de facto du 14 décembre 1821 au 5 septembre 1822) |

### Ministères
| Fonction                                                           | Image                                                                                          | Nom |
| ------------------------------------------------------------------ | ---------------------------------------------------------------------------------------------- | --- |
| Ministre des Finances                                              | Le comte de Villèle                                                                            | Joseph, comte de Villèle                                                                                |
| Ministre des Affaires étrangères                                   | Le duc de Montmorency-Laval                                                                    | Mathieu, duc de Montmorency-Laval (du 14 décembre 1821 au 28 décembre 1822)                             |
| Ministre des Affaires étrangères                                   | Le vicomte de Chateaubriand                                                                    | François-René, vicomte de Chateaubriand (du 28 décembre 1822 au 6 juin 1824)                            |
| Ministre des Affaires étrangères                                   | Le comte de Villèle                                                                            | Joseph, comte de Villèle (par intérim du 6 juin 1824 au 4 août 1824)                                    |
| Ministre des Affaires étrangères                                   | Le baron de Damas                                                                              | Ange Hyacinthe Maxence, baron de Damas (du 4 août 1824 au 4 janvier 1828)                               |
| Ministre de l’Intérieur                                            | Le comte de Corbière                                                                           | Jacques-Joseph, comte de Corbière (du 14 décembre 1821 au 31 octobre 1827)                              |
| Ministre de l’Intérieur                                            | Le comte de Villèle                                                                            | Joseph, comte de Villèle (par intérim du 31 octobre 1827 au 4 janvier 1828)                             |
| Ministre de la Justice                                             | Le comte de Peyronnet                                                                          | Pierre-Denis, comte de Peyronnet                                                                        |
| Ministre de la Marine et des Colonies                              | Le duc de Clermont-Tonnerre                                                                    | Aimé Marie Gaspard, duc de Clermont-Tonnerre (du 14 décembre 1821 au 4 août 1824)                       |
| Ministre de la Marine et des Colonies                              | Le comte de Chabrol                                                                            | Christophe de Crouzol, comte de Chabrol (du 4 août 1824 au 4 janvier 1828)                              |
| Ministre de la Guerre                                              | Le maréchal Victor                                                                             | Maréchal Claude-Victor Perrin (du 14 décembre 1821 au 23 mars 1823)                                     |
| Ministre de la Guerre                                              | Alexandre Elisabeth Michel, vicomte Digeon (par intérim du 23 mars 1823 au 15 avril 1823)      | |
| Ministre de la Guerre                                              | Le maréchal Victor                                                                             | Maréchal Claude-Victor Perrin (du 15 avril 1823 au 10 octobre 1823)                                     |
| Ministre de la Guerre                                              | Le baron de Damas                                                                              | Ange Hyacinthe Maxence, baron de Damas (par intérim du 10 octobre 1823 au 19 octobre 1823)              |
| Ministre de la Guerre                                              | Général Charles Yves César Cyr du Coëtlosquet (par intérim du 19 octobre 1823 au 11 août 1824) | |
| Ministre de la Guerre                                              | Le duc de Clermont-Tonnerre                                                                    | Aimé Marie Gaspard, duc de Clermont-Tonnerre (du 11 août 1824 au 29 août 1825)                          |
| Ministre de la Guerre                                              | Le baron de Damas                                                                              | Ange Hyacinthe Maxence, baron de Damas (par intérim du 29 août 1825 au 29 septembre 1825)               |
| Ministre de la Guerre                                              | Le duc de Clermont-Tonnerre                                                                    | Aimé Marie Gaspard, duc de Clermont-Tonnerre (du 29 septembre 1825 au 4 janvier 1828)                   |
| Ministre de la Maison du Roi                                       | Le marquis de Lauriston                                                                        | Jacques Alexandre Law, marquis de Lauriston (du 14 décembre 1821 au 4 août 1824)                        |
| Ministre de la Maison du Roi                                       | Le vicomte de La Rochefoucauld                                                                 | Ambroise-Polycarpe, vicomte de La Rochefoucauld, duc de Doudeauville (du 4 août 1824 au 4 janvier 1828) |
| Ministre des Affaires ecclésiastiques et de l'Instruction publique | Le comte-évêque Frayssinous                                                                    | Denis, comte-évêque Frayssinous (du 26 août 1824 au 4 janvier 1828)                                     |

## Fin du gouvernement et passation des pouvoirs
Les élections à la Chambre des députés des 17 et 24 novembre marquent la victoire des opposants à Villèle. À l'annonce des résultats des manifestations de joie se transforment en émeutes avec l'apparition de barricades à Paris. La répression fait 4 morts du côté des insurgés. 
Le 4 janvier 1828, Joseph de Villèle remet sa démission au roi Charles X de France qui l'accepte enfin après de nombreux refus. Elle met un terme à huit années de domination de la droite.
Le jour même, Charles X nomme le libéral modéré Jean-Baptiste Sylvère Gaye de Martignac président du Conseil des ministres.

## Sources
- Emmanuel de Waresquiel, Benoît Yvert, Histoire de la Restauration (1814-1830) : naissance de la France moderne, Perrin, Paris, 1996. Réédité en format de poche avec mise à jour de la bibliographie, Perrin, Paris, 2002  (ISBN 2-26201-901-0).
- Site elisanet.